# Marnik
Marnik ist ein italienisches Progressive-House-Duo, bestehend aus Alessandro Martello und Emanuele Longo.

## Geschichte
Am 17. März 2017 erzielten Marnik mit Children of a Miracle, in Kollaboration mit Don Diablo und Reece Bullimore, dem Sänger des schwedischen Duos Galantis, ihren ersten Hit.
Im Dezember desselben Jahres arbeiteten Marnik zusammen mit The Golden Army und Kshmr an dem Song Shiva, der stilistisch von Psytrance, Big-Room und House geprägt ist.
Im Mai 2018 erschien in Zusammenarbeit mit Steve Aoki eine Tanzversion des traditionellen Volksprotestsongs Bella Ciao, der im 20. Jahrhundert durch die antifaschistische Bewegung der Resistenza (1943–1945) an Bekanntheit gewann. Marniks Version des Lieds schuf eine Kontroverse, da viele Kommentatoren ihn als unangemessen und respektlos gegenüber dem Kampf der italienischen Partisanen empfanden.

## Diskografie
Singles
- 2015: Bazaar (Official Sunburn Goa 2015 Anthem) (KSHMR & Marnik)[5]
- 2016: Supernova (Interstellar) (Steve Aoki, Marnik & Lil Jon)[6]
- 2016: Mandala (Sunburn 2016 Anthem) (Kshmr & Marnik feat. Mitika)[7]
- 2017: Children of a Miracle (Don Diablo & Marnik)[8]
- 2017: Burn (feat. Rookies)[9]
- 2017: Shiva (Kshmr & Marnik feat. The Golden Army)[10]
- 2018: Bella ciao (Steve Aoki & Marnik)[11]
- 2018: Gam Gam (Marnik & Smack)
- 2019: Up & Down
- 2019: Alone (Marnik & Kshmr feat. Anjulie & Jeffrey Jey)
- 2020: Made of Stars (feat. PollyAnna)
- 2020: Butterfly (Marnik & Hard Lights)
- 2020: Dalida (Marnik & Shanguy)
- 2021: Candyman (R3hab & Marnik)[12]
- 2021: Umbrella (Marnik & Hard Lights)
- 2021: Hold Me (Marnik & Tiscore)
- 2021: Bye Bye Bye (Marnik & Lunax)
- 2021: Ouman (Mizmor L’David) (Marnik & Zafrir)
- 2022: Stop The World (Marnik & Steve Aoki & Leony)
- 2023: Boyz in Paris (mit Naeleck & Vinai, CH: Gold)

## Auszeichnungen für Musikverkäufe
| Goldene Schallplatte - Belgien - 2024: für die Single Boyz in Paris - Frankreich - 2020: für die Single Gam Gam - Polen - 2021: für die Single Gam Gam - 2022: für die Single Up & Down - 2024: für die Single Boyz in Paris | Platin-Schallplatte - Frankreich - 2024: für die Single Boyz in Paris 2× Platin-Schallplatte - Polen - 2020: für die Single Alone |

| Land/RegionAuszeichnungen für Musikverkäufe (Land/Region, Auszeichnungen, Verkäufe, Quellen) | Gold     | Platin     | Verkäufe | Quellen         |
| -------------------------------------------------------------------------------------------- | -------- | ---------- | -------- | --------------- |
| Belgien (BRMA)                                                                               | Gold1    | —          | 20.000   | ultratop.be     |
| Frankreich (SNEP)                                                                            | Gold1    | Platin1    | 300.000  | snepmusique.com |
| Polen (ZPAV)                                                                                 | 3× Gold3 | 2× Platin2 | 115.000  | olis.pl         |
| Schweiz (IFPI)                                                                               | Gold1    | —          | 15.000   | hitparade.ch    |
| Insgesamt                                                                                    | 6× Gold6 | 3× Platin3 |          |                 |